# 衛生福利部旗山醫院
衛生福利部旗山醫院，簡稱旗山醫院，為一間直屬中華民國衛生福利部的醫院。位於高雄市旗山區。

## 歷史
- 創立於1949年（民國38年），前身為高雄縣立旗山醫院

- 1957年（民國46年）改制為台灣省立高雄醫院旗山分院

- 1961年（民國50年）升格為台灣省立旗山醫院

- 1999年（民國88年）7月改制為行政院衛生署旗山醫院

- 2013年（民國102年）7月改制為衛生福利部旗山醫院

## 照片

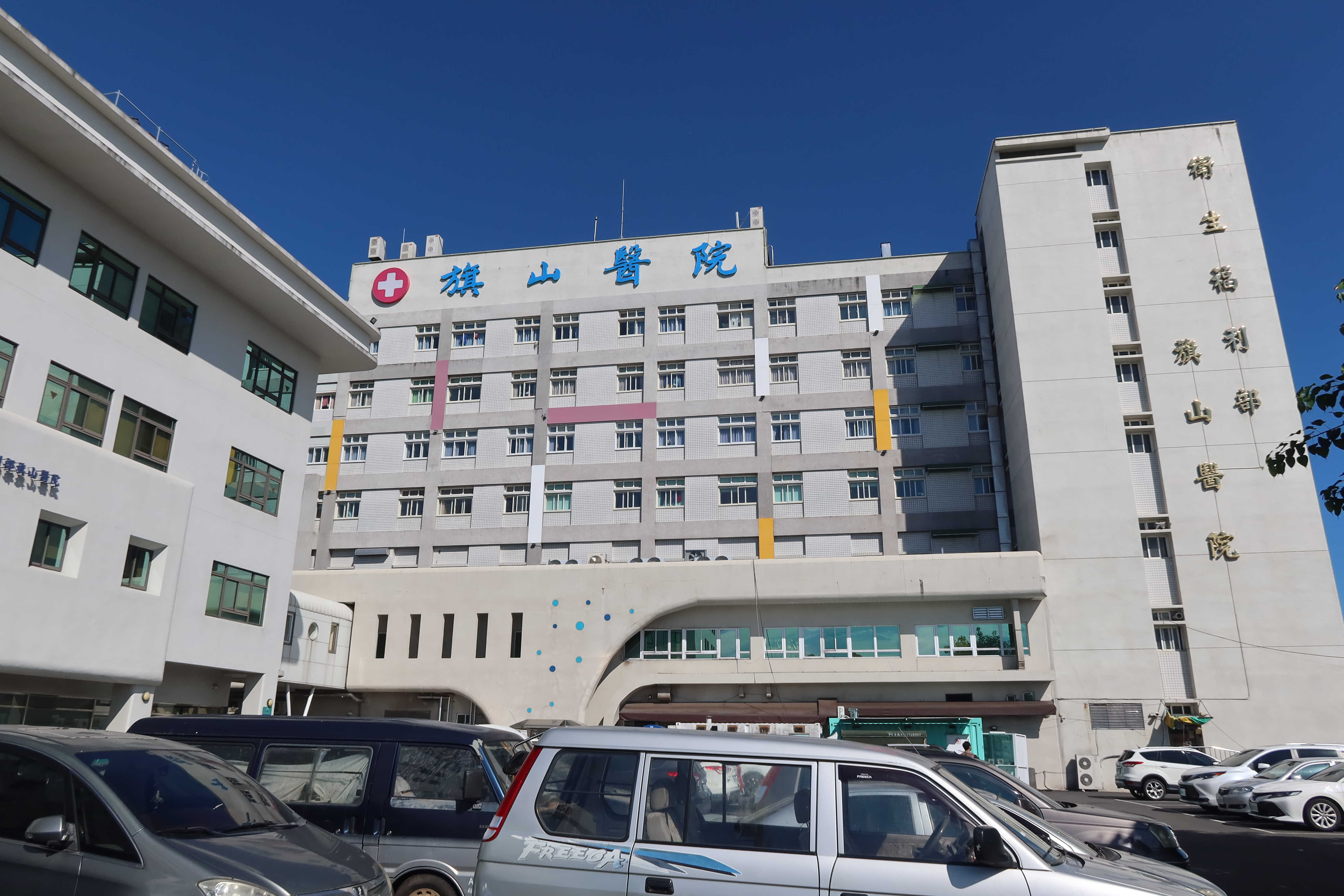
旗山醫院
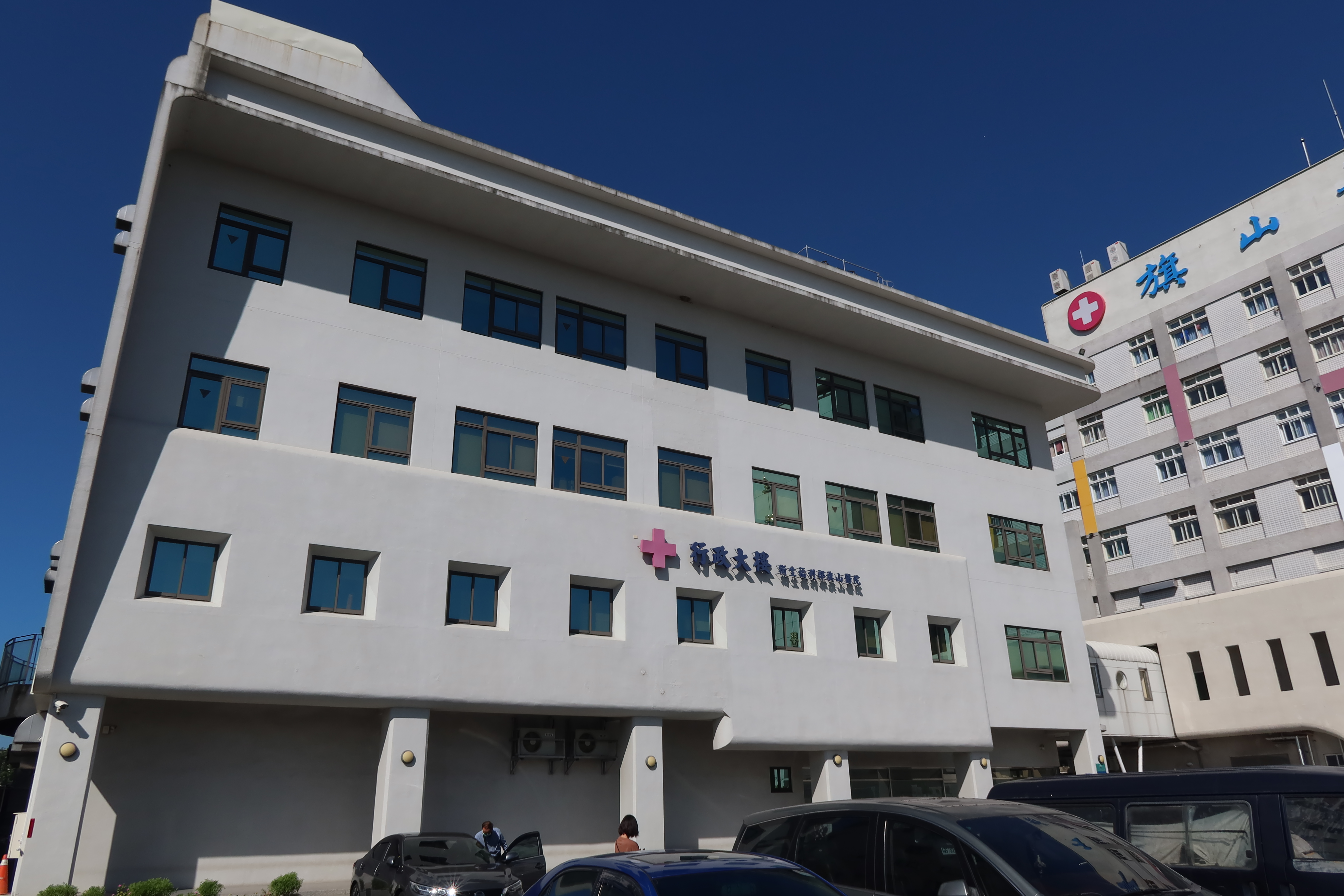
行政大樓
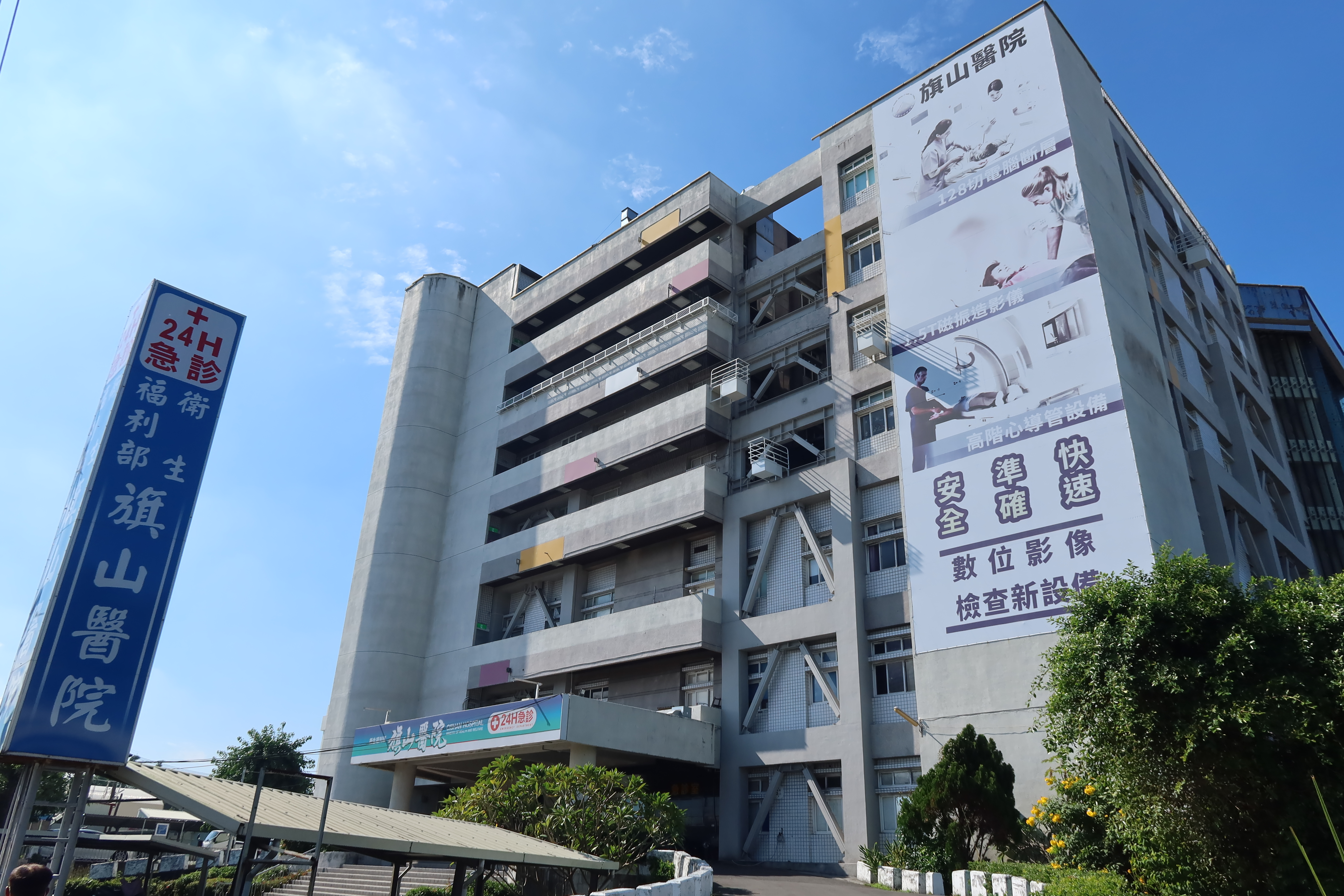
急診部入口

## 外部連結
- 衛生福利部旗山醫院 （页面存档备份，存于）